# Anampses meleagrides
Labre pintade, Labre à queue jaune
Espèce
Statut de conservation UICN

 LC  : Préoccupation mineure
Anampses meleagrides, communément nommé Labre pintade ou Labre à queue jaune, est une espèce de poisson marin de la famille des labres.
Il est présent dans les eaux tropicales de le bassin Indo-Pacifique, Mer Rouge incluse. 
Sa taille maximale est de 22 cm.